# Список колледжей и университетов Вермонта
Всего в штате Вермонт, США, в настоящее время работают 23 колледжа и университета, в число которых входит один научный университет, шесть университетов с магистратурой, академия изобразительных искусств, кулинарный колледж, юридическая школа, и ряд бакалаврских колледжей. Несколько институтов, зарегистрированных в других штатах, имеют филиалы в штате Вермонт.
Крупнейший вуз штата — это его флагманский государственный Вермонтский университет. Другие пять государственных институтов образуют систему государственных колледжей Вермонта.

## Действующие институты

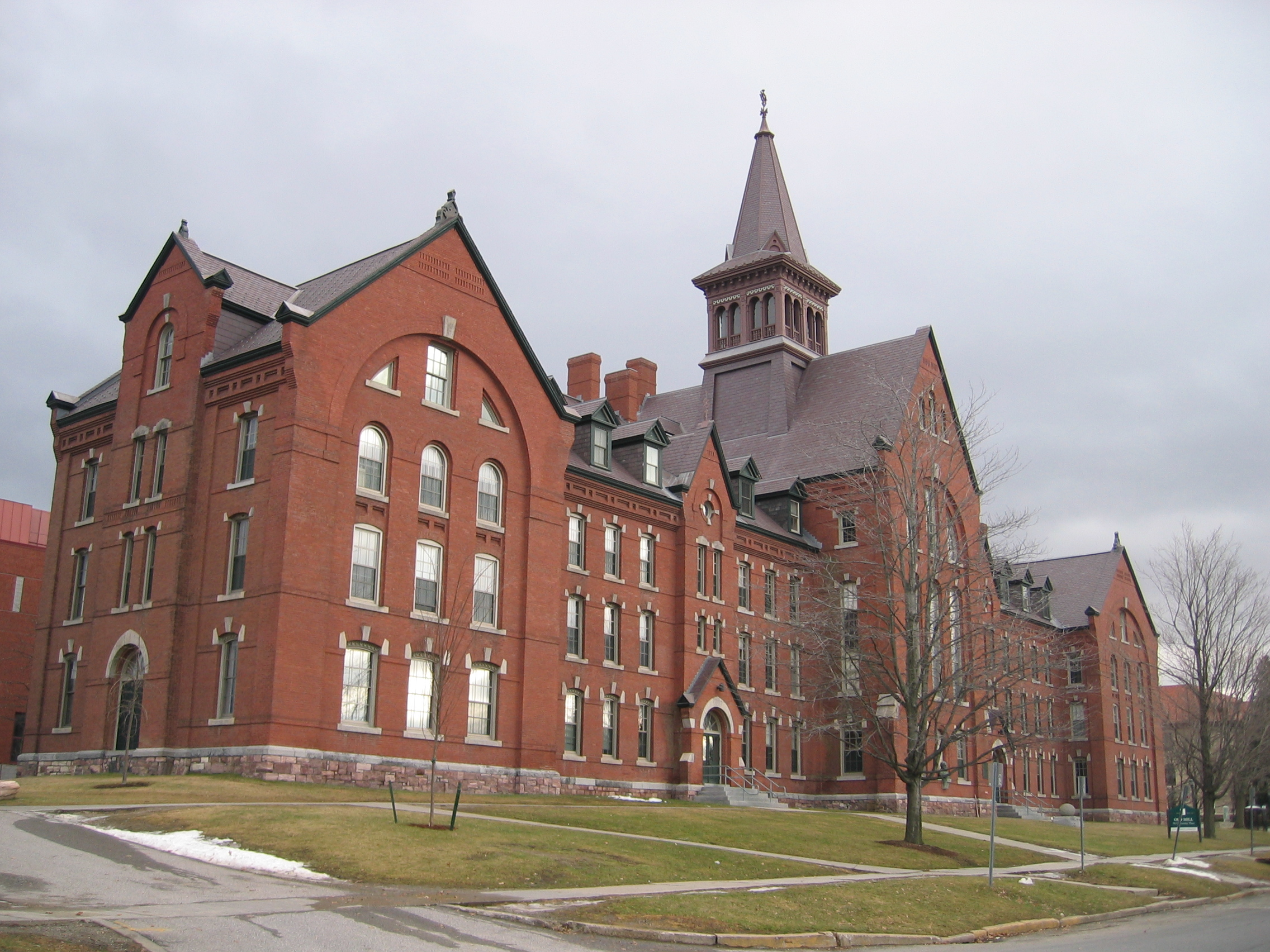
Университет Вермонта

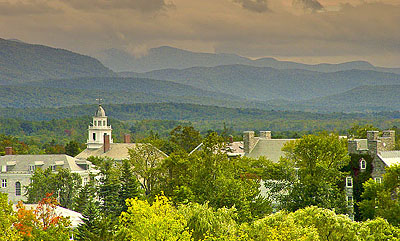
Миддлберийский колледж

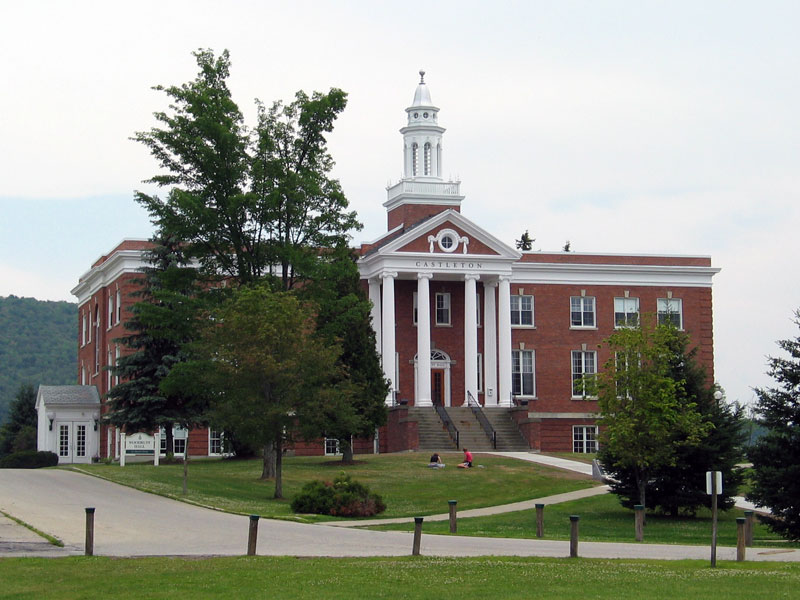
Каслтонский университет

| ВУЗ                                           | Местоположение             | Контроль               | Тип                                 | Количество студентов (2009) | Год основания |
| --------------------------------------------- | -------------------------- | ---------------------- | ----------------------------------- | --------------------------- | ------------- |
| Беннингтонский колледж                        | Беннингтон                 | частный                | бакалаврский колледж                | 857                         | 1932          |
| Бёрлингтонский колледж                        | Берлингтон                 | частный                | бакалаврский колледж                | 224                         | 1972          |
| Каслтонский университет                       | Каслтон                    | государственный        | бакалаврский колледж                | 3050                        | 1787          |
| Шамплейнский колледж                          | Берлингтон                 | частный                | бакалаврский колледж                | 3482                        | 1878          |
| Колледж Св. Иосифа                            | Ратленд                    | частный (католический) | магистерский университет            | 547                         | 1956          |
| Общественный колледж Вермонта                 | 12 местоположений          | государственный        | профессионально-технический колледж | 10830                       | 1970          |
| Годдардский колледж                           | Плейнфилд                  | частный                | магистерский университет            | 982                         | 1938          |
| Колледж Грин Маунтин                          | Поултни                    | частный (методистский) | бакалаврский колледж                | 911                         | 1834          |
| Джонсонский государственный колледж           | Джонсон                    | государственный        | магистерский университет            | 2619                        | 1828          |
| Ландмаркский колледж                          | Путни                      | частный                | профессионально-технический колледж | 598                         | 1984          |
| Линдонский государственный колледж            | Линдонвиль                 | государственный        | бакалаврский колледж                | 1854                        | 1911          |
| Мальборский колледж                           | Мальборо                   | частный                | бакалаврский колледж                | 523                         | 1946          |
| Миддлберийский колледж                        | Миддлбери                  | частный                | бакалаврский колледж                | 4484                        | 1800          |
| Кулинарный институт Новой Англии              | Монтпилиер, Эссекс Джанкшн | частный (коммерческий) | кулинарный колледж                  | 807                         | 1980          |
| Норвичский университет                        | Нортфилд                   | частный                | магистерский университет            | 5280                        | 1819          |
| Колледж Святого Михаила                       | Колчестер                  | частный (католический) | бакалаврский колледж                | 3438                        | 1904          |
| Институт международного обучения              | Браттлеборо                | частный                | магистерский университет            | 727                         | 1965          |
| Южный Вермонтский колледж                     | Беннингтон                 | частный                | бакалаврский колледж                | 543                         | 1926          |
| Стерлингский колледж                          | Крафтсбери                 | частный                | бакалаврский колледж                | 141                         | 1958          |
| Вермонтский университет                       | Берлингтон                 | государственный        | исследовательский университет       | 15785                       | 1791          |
| Вермонтская академия изобразительных искусств | Монтпилиер                 | частный                | академия изобразительных искусств   | 311                         | 1831          |
| Вермонтская юридическая школа                 | Роялтон                    | частный                | юридическая школа                   | 748                         | 1972          |
| Вермонтский технический колледж               | Рандольф                   | государственный        | бакалаврский колледж                | 1910                        | 1866          |

## Институты других штатов, действующие в Вермонте
Программы обучения институтов, зарегистрированных в других штатах и действующих в Вермонте, должны быть одобрены Советом по образованию штата Вермонт, с участием Совета по высшему образованию штата Вермонт, членами которого являются все колледжи и университеты Вермонта. Несколько таких программ:
- Албанский колледж фармакологии и медицины предлагает программу обучения на степень доктора фармакологии в Колчестере. [11]
- Южный университет Нью-Гэмпшира предлагает высшее образование в Колчестере[12].
- Школа социальных услуг при Спрингфилдском колледже предлагает высшее образование в Сейнт Джонсбери.[13]
- Юнион институт и университет штата Огайо имеет корпуса в Браттлеборо и в Монтпилиере.[14]

## Неаккредитованные институты
Центр мультипликационного искусства в Уайт Ривер Джанкшн получил одобрение штата на обучение по программе на степень мастера изобразительных искусств, но не был аккредитован соответствующим органом.

## Недействующие институты
| ВУЗ                             | Местоположение | Контроль               | Тип                      | Год основания | Год закрытия | Ссылка |
| ------------------------------- | -------------- | ---------------------- | ------------------------ | ------------- | ------------ | ------ |
| Каслтонский медицинский колледж | Каслтон        | частный                | медицинский колледж      | 1818          | 1862         | [ 15 ] |
| Колледж Марка Хопкинса          | Браттлеборо    | частный                | без категории            | 1964          | 1978         | [ 16 ] |
| Роялтонский колледж             | Южный Роялтон  | частный                | без категории            | 1966          | ?            | [ 17 ] |
| Вермонтский медицинский колледж | Вудсток        | частный                | медицинский колледж      | 1827          | 1856         | [ 18 ] |
| Виндхам колледж                 | Путни          | частный                | без категории            | 1951          | 1978         | [ 19 ] |
| Тринити колледж Вермонта        | Берлингтон     | частный (католический) | магистерский университет | 1925          | 2001         | [ 20 ] |